# Mielżyński-Palast
Der Mielżyński-Palast in Pawłowice (Woiwodschaft Großpolen, Gemeinde Krzemieniewo) wurde im Auftrag des Großen Kronsekretärs Graf Maksymilian Mielżyński (1738–1799) vom Architekten Carl Gotthard Langhans 1778 bis 1779 entworfen und 1780 bis 1783 errichtet. Die Inneneinrichtung entwarf 1788 der Warschauer Architekt Johann Christian Kamsetzer.
Die Residenz besteht aus dem Hauptgebäude, verbunden durch bogenförmige Arkaden mit zwei Hofgebäuden. Neben der Einfahrt befand sich das Pförtnerhäuschen.
Bei den Bauarbeitern waren hauptsächlich schlesische Handwerker tätig, aber auch polnische Handwerker aus Rydzyna, Leszno, Poniec und Rawicz. Die Skulpturarbeiten, darunter die Löwenfiguren, schuf Vaclav Böhm.
Bei den Stuckarbeiten waren Stuckateure aus westeuropäischen Ländern tätig. 1792 war die Inneneinrichtung fertiggestellt, 1773 fand die Hochzeit der Tochter des Bauherrn, Katharina, statt. 1923 wurde der Palast modernisiert, u. a. wurde die Zentralheizung eingebaut. Bis 1939 blieb der Palast Eigentum der Familie Mielżyński. Während des Zweiten Weltkrieges nutzten die deutschen Behörden den Palast, kurz vor dem Kriegsende wurden die Einrichtungsgegenstände nach Deutschland verbracht. Heute beherbergt der Palast die Filiale des Zootechnischen Forschungsinstitutes aus Krakau und dient als Konferenzzentrum.

## Architektur
Der Palast stellt ein klassizistisches Gebäude mit Erdgeschoss und zwei Obergeschossen dar. Unter dem Walmdach befindet sich ein unbenutzter Dachboden. Die Hauptfassade mit dreizehn Fensterachsen ist von dreiachsigen Risaliten flankiert. Im siebenachsigen Mittelteil befindet sich ein Portikus mit vier ionischen Säulen, mit einer Attika gekrönt, die vier Figuren trägt.
Zwei Arkaden auf einem bogenförmigen Grundriss verbinden das Hauptgebäude mit den beiden Hofgebäuden. Die zweigeschossigen Hofgebäude zeigen im Zentrum der Hauptfassade den bogenförmigen Eingang unter einer riesigen Arkade. Der dreiachsige Mittelteil ist ebenfalls mit einer Attika gekrönt, die drei Figuren trägt.
Vom Nationalen Institut für Kunsterbe wurde der Palast in Pawłowice am 31. Januar 1952 unter der Nr. 364 in die Liste der Baudenkmäler der Woiwodschaft Großpolen eingetragen

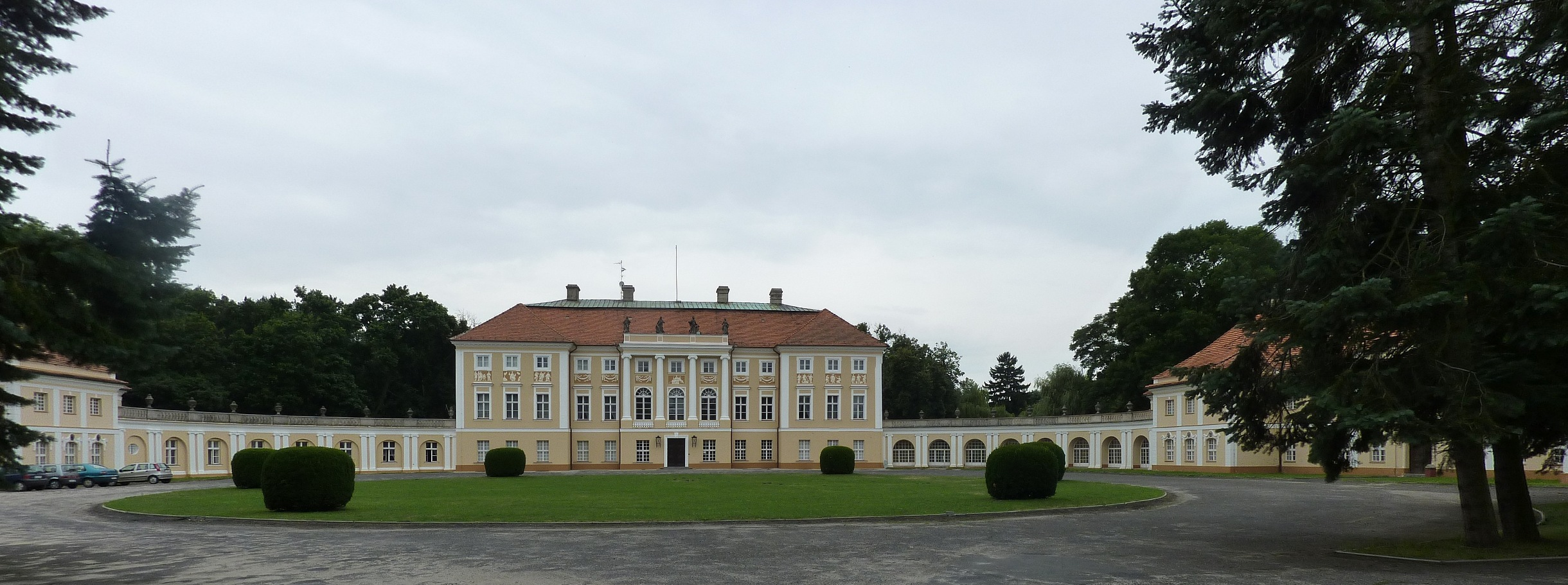
Gesamtansicht
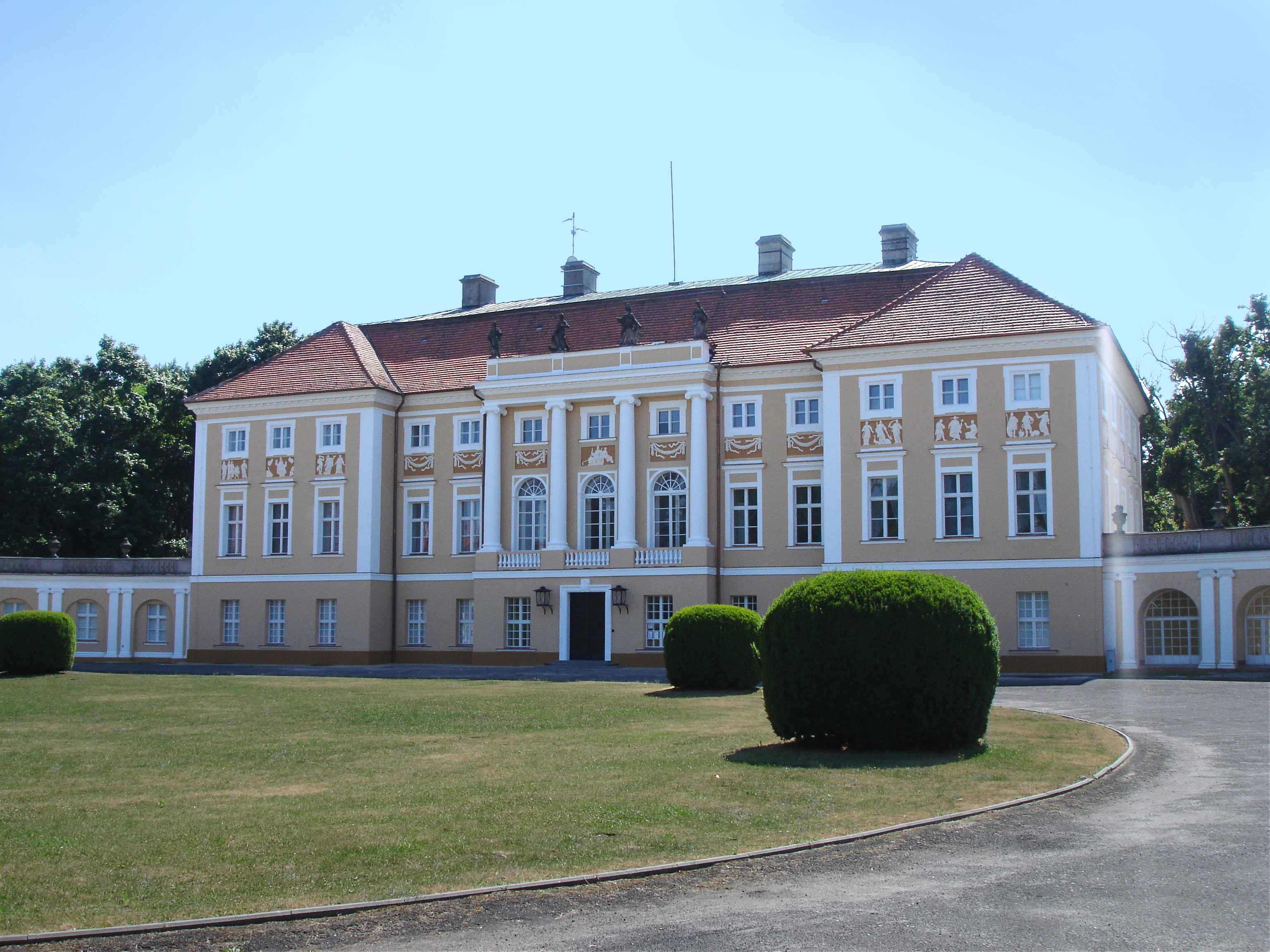
Hauptgebäude
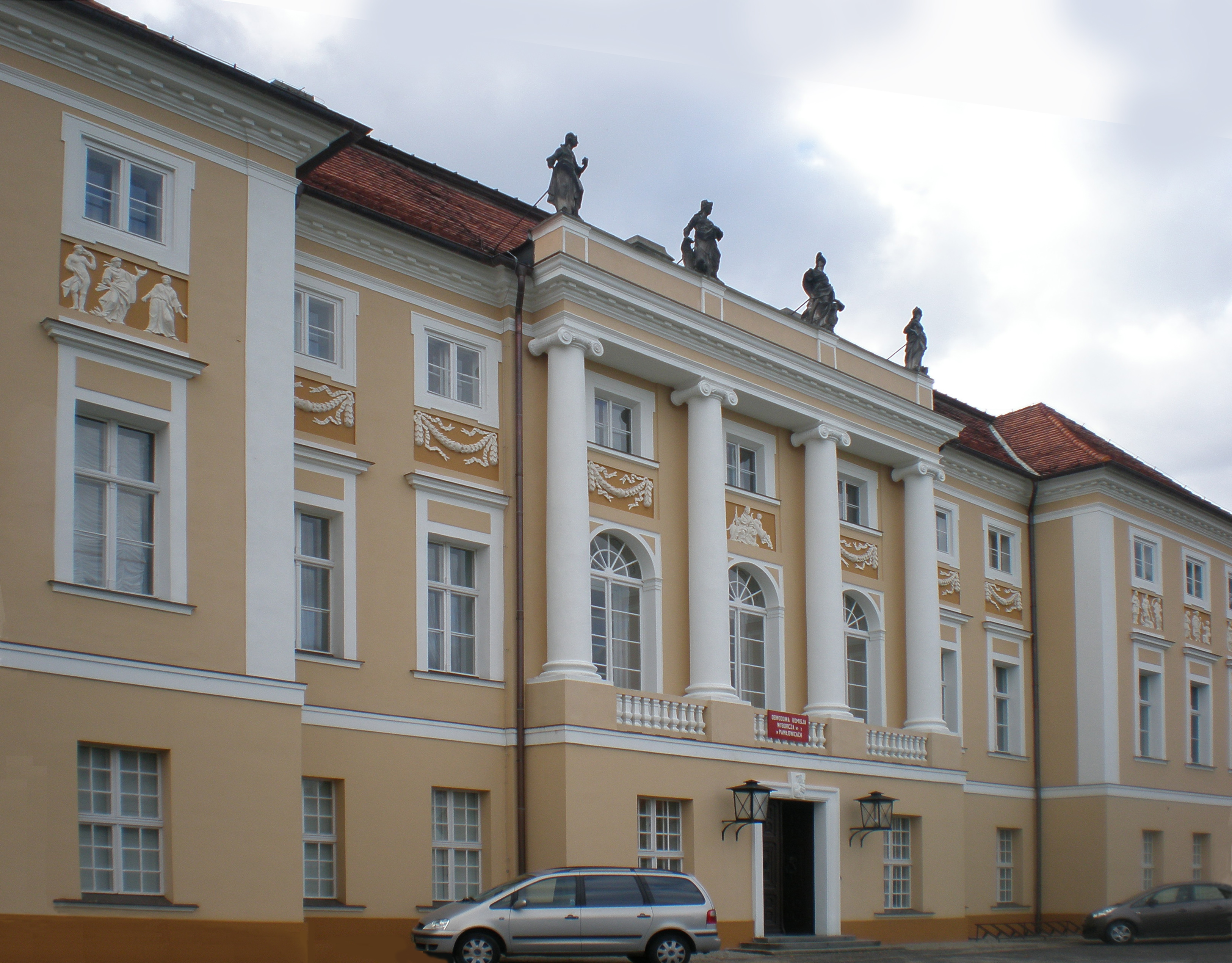
Nahaufnahme
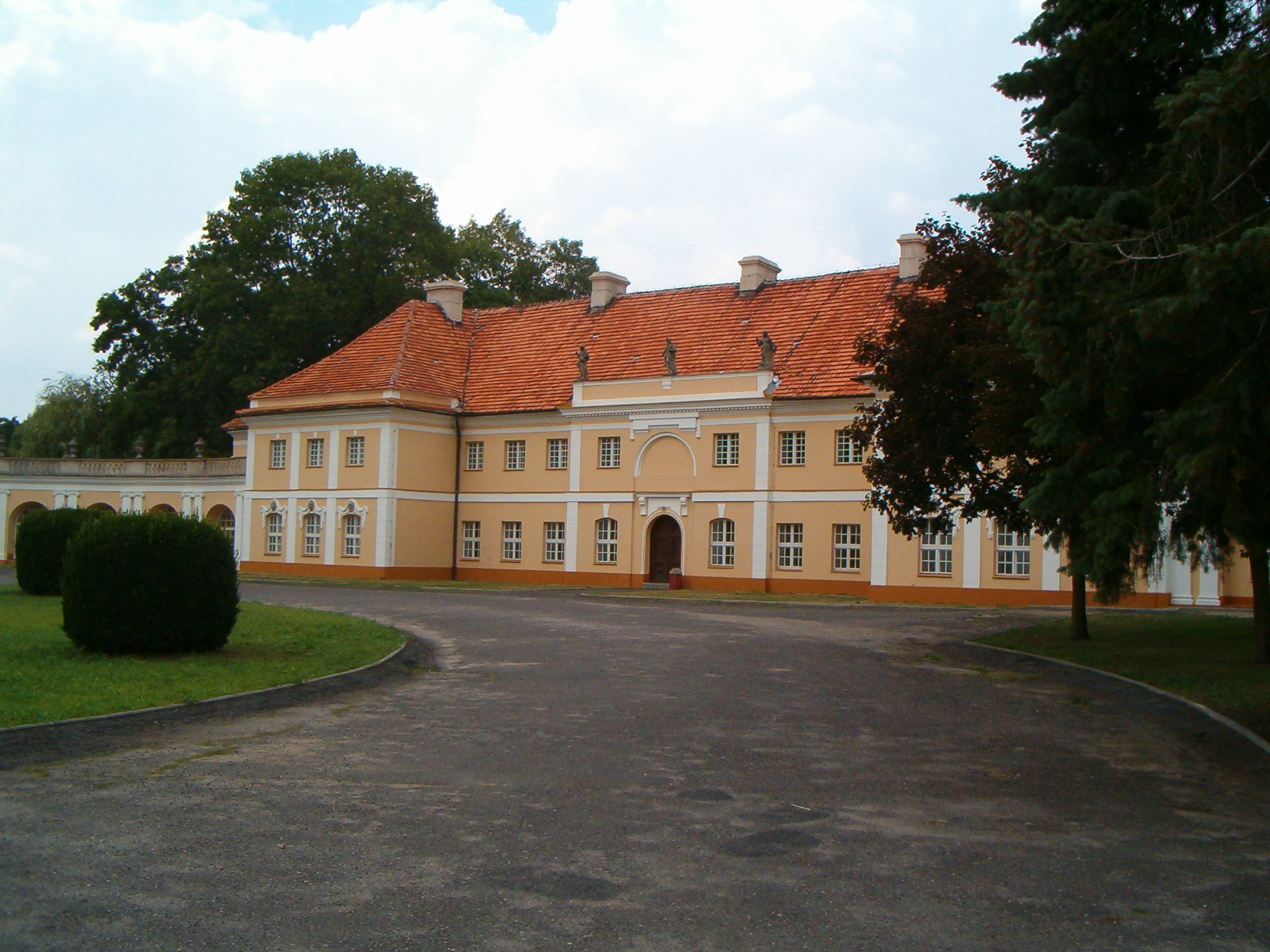
Hofgebäude